# Ingrid Puganigg

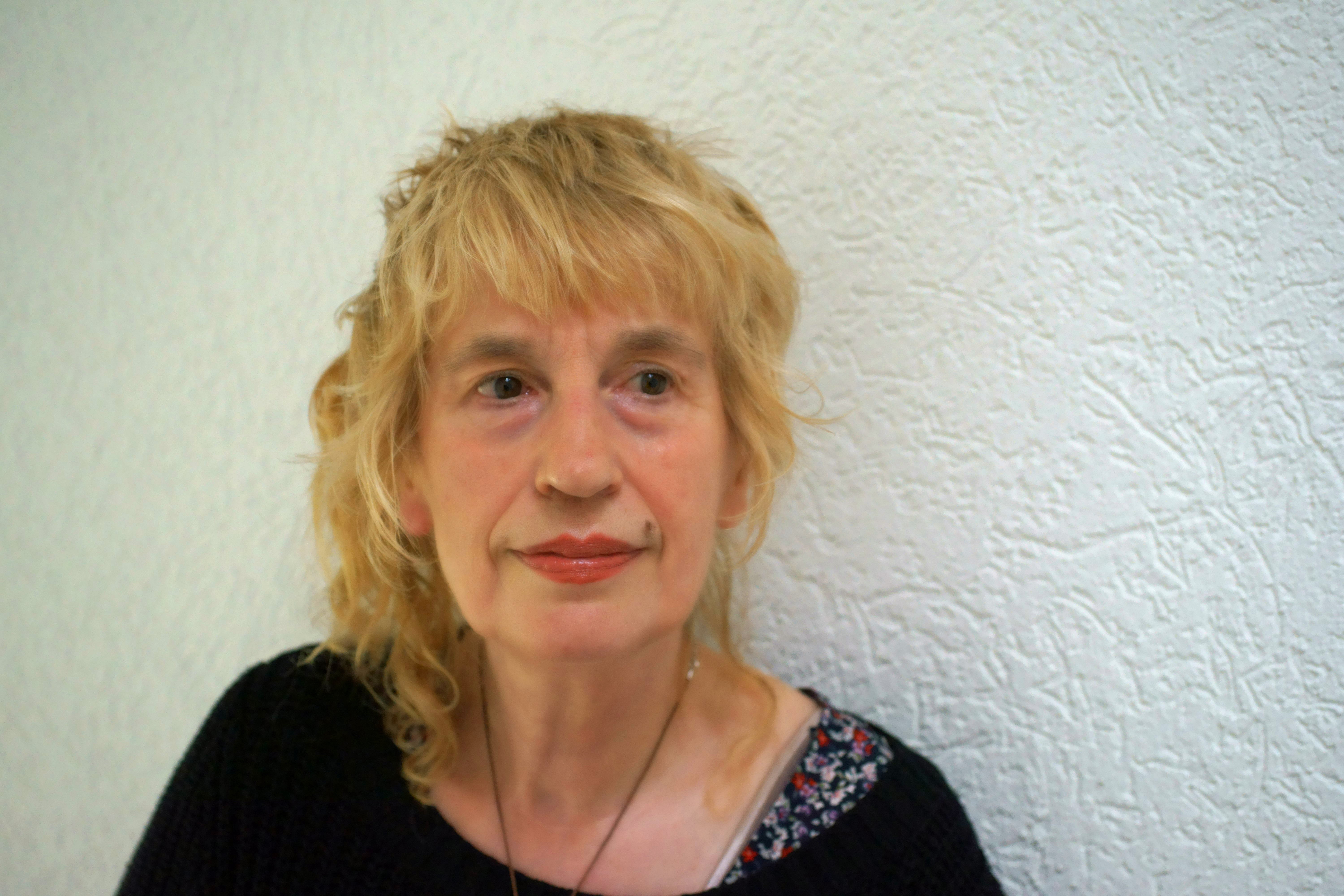
Ingrid Puganigg

Ingrid Puganigg, geb. Kapeller (* 1947 in Stockenboi, Kärnten), ist eine österreichische Schriftstellerin.

## Leben
Ingrid Puganigg zog 1962 mit ihren Eltern und ihrer Schwester nach Höchst in Vorarlberg.
Zurzeit lebt sie als freie Schriftstellerin in der Nähe von Hannover.
Ingrid Puganigg ist Mitglied der Grazer Autorenversammlung und des Vorarlberger Autorenverbandes.
Sie hat zwei Töchter und ist in zweiter Ehe mit dem Psychoanalytiker Hans-Joachim Metzger verheiratet.

## Auszeichnungen
- 1980 Stipendium des Ingeborg-Bachmann-Preises
- 1983 Bodensee-Literaturpreis der Stadt Überlingen
- 1985 Preis für die beste Darstellerin beim Filmfestival von Sanremo für die Hauptrolle in der Verfilmung ihres Romans Fasnacht unter dem Titel Martha Dubronski
- 1986 Preis des Landes Kärnten beim Ingeborg-Bachmann-Wettbewerb in Klagenfurt

## Werke
- Es ist die Brombeerzeit die dunkle, Gedichte, Grasl, Baden bei Wien 1978
- Erich Smodics 1977-1981, mit Heinz Mackowitz u. Klaus Colberg, Verlag Timm Gierig, Frankfurt am Main 1981
- Fasnacht, Roman, List, München 1981; Ullstein, Frankfurt am Main/Berlin/Wien 1984
- La Habanera, Kriminalroman, Medusa, Wien/Berlin 1984
- Fahrende, mit Lilian Birnbaum (Fotos), Medusa, Wien/Berlin 1984
- Laila, Eine Zwiesprache, Suhrkamp, Frankfurt am Main 1988
- Asynchrone Bewegungen, mit Bernd Fischer, Frankfurt am Main 1989
- Hochzeit, Ein Fall, Suhrkamp, Frankfurt am Main 1992
- Zwei Frauen warten auf eine Gelegenheit, mit Monika Helfer, Roman, Deuticke, Wien 2014

## Hörspiele

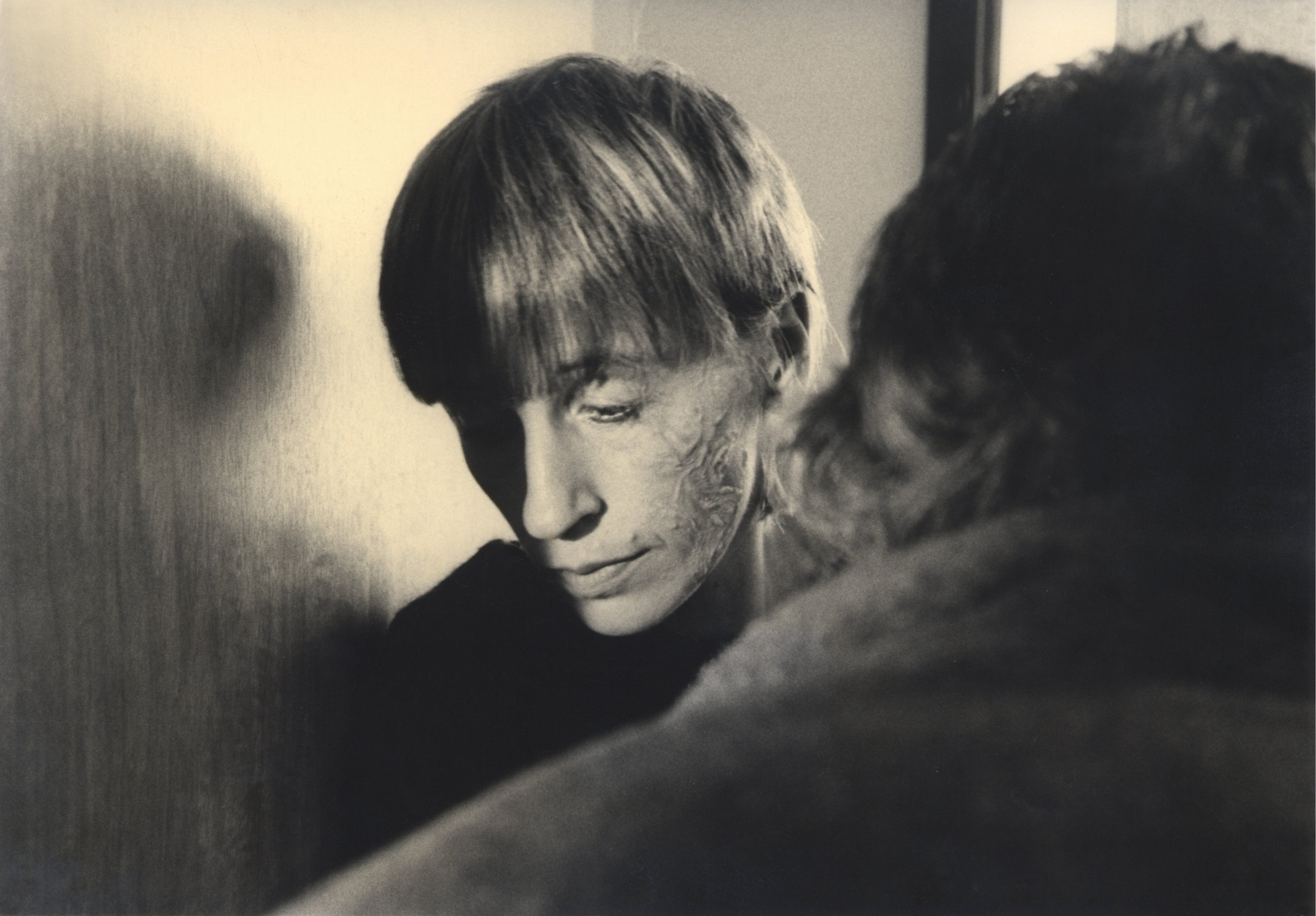
Ingrid Puganigg als Martha Dubronski in dem gleichnamigen Film (1984).

- Ein Mann läuft, ORF 1977
- Der Versuch, ORF 1983
- Nach dem Theater, WDR/ORF 1989
- Schwarzenbergplatz, WDR/ORF 1992

## Filme
- Martha Dubronski, Verfilmung von Ingrid Puganiggs Roman Fasnacht unter der Regie von Beat Kuert mit Peter Wyssbrod, Barbara Freier, Konstantin Wecker, Jörg Reichlin und Rüdiger Vogler, in der die Autorin selbst die Hauptrolle spielt. 1984